# Ібрагім Шах Сурі
Ібрагім Шах Сурі — п'ятий правитель з династії Сурі.

## Правління
Був зведеним братом і швагером Мухаммада Аділь Шаха. 1555 року був губернатором Агри, невдовзі підбурив повстання проти султана. Аділь Шах відрядив свою армію для придушення повстання, утім зазнав поразки, після чого Ібрагім вирушив на Делі. Захопивши столицю, Ібрагім прийняв титул султана. Того ж року Сікандар Шах Сурі завдав поразки армії Ібрагіма під Фарахом, що за 32 км від Агри. В результаті Сікандар захопив владу і в Агрі, і в Делі.